# Mi noche triste
Mi noche triste es un tango compuesto por Samuel Castriota que inicialmente era instrumental y se llamaba Lita. La letra fue posteriormente agregada por Pascual Contursi que lo tituló Percanta que me amuraste, pero finalmente al ser incluido en el sainete Los dientes del perro se le dio el nombre con el que se lo conoce actualmente. Esa obra, así como la incorporación del tango al repertorio de Gardel, fueron los inicios de su gran difusión.
Está considerado como el primer tango canción, esto es el primero que narra una historia a través de la letra, e incorpora al género el tema del hombre abandonado por su mujer que luego sería usado en otras piezas.

## Los autores
Samuel Castriota  nació en Buenos Aires,  el 2 de noviembre de 1885, y pasó su infancia en la localidad cercana de San Miguel, donde aprendió a tocar la guitarra "de oído" esto es sin leer la música. Volvió a Buenos Aires a los 16 años y comenzó a actuar en pequeños conjuntos al mismo tiempo que, también de oído, aprendía a tocar el piano hasta que, finalmente, formó su propio conjunto.
Pascual Contursi nació el 18 de noviembre de 1888 en Chivilcoy, una pequeña ciudad rural de la Argentina y ubicada a 164 kilómetros de la ciudad de Buenos Aires, y a los pocos años se trasladó con su familia a esta última ciudad. En su adolescencia escribía poesías y cantaba, acompañándose con guitarra, temas que componía. Trabajó como vendedor en una zapatería y hacia 1914 se radicó en Montevideo, donde comenzó a componer letras para tangos que no las tenían y a cantarlas en público, con o sin el consentimiento del autor de la música. La innovación consistió en que muchas de estas letras contenían el relato de una historia,  generalmente vinculada a temas sobre los cuales ya habían escrito cultores de la poesía urbana como, por ejemplo, Evaristo Carriego.

## El encuentro
A mediados de la primera década del siglo XX, Castriota estrenó su tango instrumental Lita en el café El Protegido, de la avenida San Juan y Pasco, con un conjunto que dirigía desde el piano. Contursi lo escuchó en Buenos Aires y luego lo ejecutaba con la letra que le había adosado, construida en décimas octosílabas (una forma poética más afín al canto rural) y un ritmo que aún no se había despojado totalmente de la milonga, convirtiéndolo en lo que se considera el primer tango canción, esto es el primero que narraba una historia a través de su letra, lo cual habría ocurrido en la segunda mitad de 1916 en el café Moulin Rouge o en el Royal Pigall de la calle Cerro.

## La letra
| Percanta que me amuraste en lo mejor de mi vida, dejándome el alma herida y esplín en el corazón, sabiendo que te quería, que vos eras mi alegría y mi sueño abrasador, para mí ya no hay consuelo y por eso me encurdelo pa' olvidarme de tu amor. Cuando voy a mi cotorro y lo veo desarreglado, todo triste, abandonado, me dan ganas de llorar; me detengo largo rato campaneando tu retrato pa poderme consolar. Ya no hay en el bulín aquellos lindos frasquitos arreglados con moñitos todos del mismo color. El espejo está empañado y parece que ha llorado por la ausencia de tu amor. | De noche, cuando me acuesto no puedo cerrar la puerta, porque dejándola abierta me hago ilusión que volvés. Siempre llevo bizcochitos pa' tomar con matecitos como si estuvieras vos, y si vieras la catrera cómo se pone cabrera cuando no nos ve a los dos. La guitarra, en el ropero todavía está colgada: nadie en ella canta nada ni hace sus cuerdas vibrar. Y la lámpara del cuarto también tu ausencia ha sentido porque su luz no ha querido mi noche triste alumbrar. |

Se han hecho también otras letras: una por la hija de Contursi, Alicia, otra sin lunfardismos hecha para la época en que regía la censura en radiofonía que grabó Florindo Sassone y su orquesta típica con la voz de Jorge Casal para el sello Víctor el 15 de febrero de 1949 e incluso una parodia en lenguaje pornográfico, a cargo del dúo cómico Corrao-Triay.

## Su difusión
En ocasión de una actuación de Gardel en Montevideo en 1917, aprovechó Contursi para presentarle su letra de Lita, que el cantor interpretó en el teatro Urquiza de esa ciudad y luego en Buenos Aires. El mismo año Roberto Firpo grabó Lita en forma instrumental, en tanto Gardel y José Razzano lo registraban para el sello «Disco Gardel Razzano» (posteriormente, Odeón) con letra acompañado por la guitarra de José Ricardo. Para esta última grabación Gardel medió entre los autores pues Castriota rechazaba la versión con letra que Contursi había titulado Percanta que me amuraste. Propuso -y aceptaron- que llevara el nombre de Mi noche triste y con ese título fue grabado.
Gardel le sugirió a su amigo Elías Alippi, que tenía a su cargo la puesta en escena del sainete Los dientes del perro de José González Castillo y Alberto T. Weisbach en la que presentaba en escena un cabaré, que incluyera en la pieza la ejecución de Mi noche triste. Fue así que al estrenarse el sainete el 20 de abril de 1918 en el teatro Esmeralda (llamado luego teatro Maipo) la orquesta de Roberto Firpo acompañó a Manolita Poli, una actriz de 19 años, hija de padres zarzueleros, cantando el tango de Castriota y Contursi.
El sainete fue un éxito, y el factor principal del mismo fue la incorporación del tango a la pieza teatral y, en especial, el aplauso que el público brindó a Mi noche triste. Si bien este no fue el primer tango canción, hay consenso en considerar que por la trascendencia que tuvo su estreno marcó el inicio de una nueva etapa del género.

## Valoración
Eción inversa de la mujer abandonada en Ventanita de arrabal y El motivo. 
Dice Salas que 

"Más allá de los chocantes abusos en la utilización de licencias poéticas producto de sus carencias técnicas, de la ingenuidad y pobreza de las metáforas, de la temática machacona, de dequeísmos, Contursi puede ostentar con justicia el título de inventor. Mi noche triste marca la génesis del tango canción. Fue quien al transformar una simple danza en crónica, reseña, estampa, permitió que un ritmo se convirtiera en cauce literario donde aquellos que carecían de voz manifestaran sus dolores, frustraciones y angustias, con sencillez. Contursi, al permitirse incluir sentimientos, al aceptar que el protagonista llorase sus pérdidas, sensibilizó al tango, lo despojó de máscaras, lo humanizó."

La circunstancia de que Contursi haya puesto letra a otros tangos de la guardia vieja sin que tuvieran la trascendencia de Mi noche triste viene a confirmar que, al analizar su éxito, no puede obviarse el mérito de Castriota, ya que fue su música, diferente de la de esos otros tangos, su contenido melódico, su apropiada disposición para aceptar la propuesta literaria,  lo que permitió el ensamble con la acertada letra de Contursi.

## Grabaciones
Entre las múltiples grabaciones, pueden citarse:
- Carlos Gardel con el guitarrista José Ricardo en 1917 (Odeón).
- Roberto Díaz con la orquesta de Cayetano Puglisi en 192 (Víctor).
- Carlos Gardel con guitarras en 1930 (Odeón).
- Alberto Gómez con conjunto en 1932 (Víctor).
- Francisco Fiorentino con la orquesta de José Basso en 1948 (Víctor).
- Floreal Ruiz con la orquesta de Francisco Rotundo en 1949 (Odeón).
- Jorge Casal con la orquesta de Florindo Sassone en 1949 (Víctor).
- Edmundo Rivero con la orquesta de Aníbal Troilo en 1949 (Víctor).
- Julio Sosa con la orquesta de Leopoldo Federico en 1961/1964) (Columbia).
- Armando Laborde con la orquesta de Juan D'Arienzo en 1965 (Víctor).[5]
- Adriana Varela con Leopoldo Federico en 2001 (Universal).

## Mi noche tristeen el cine
El 3 de enero de 1952 se estrenó en el cine Gran Rex la película Mi noche triste, con guion y dirección de Lucas Demare inspirado en la vida de Pascual Contursi, protagonizada por Jorge Salcedo, Diana Maggi, María Esther Gamas, Blanca del Prado, Jacinto Herrera, Pedro Maratea y la orquesta de Aníbal Troilo, en la cual se ejecuta este tango.
También fue interpretado por Sabina Olmos en La vida es un tango (1939), Charlo en el filme Carnaval de antaño dirigido por Manuel Romero en 1940 y se lo escucha en la grabación de Gardel en El último payador que dirigieron Homero Manzi y Ralph Pappier en 1950.